# تاريخ السلاجقة (كتاب)
تاريخ السلاجقة هو كتاب سرد مجهول المصدر للجهود المعمارية لسلاطين السلاجقة الروم. كُتب باللغة الفارسية ومن وجهة نظر أحد بلاط الدولة [الإنجليزية]، وهو يغطي سلطنة الروم من نهاية القرن الثاني عشر إلى بداية القرن الرابع عشر.
على الرغم من أن الكتاب لا يحتوي على هيكل أو نظام رسمي، إلا أنه يحتوي على معلومات قيمة فيما يتعلق برعاية البناء والعمارة في جميع أنحاء السلطنة. وعليه، فإنه يوضح أيضًا كيف كانت البناء العسكري مسؤولية أمراء السلطان. يتناول التاريخ بالتفصيل استياء الأمراء أكثر مما تناوله المؤرخ السلجوقي الرئيس ابن بيبي.
البناء المنسوب إلى كايكوس الأول :
- مسجد في البستان [4]

استعادة:
- تحصينات ألانيا وقونية وسيواس. [2] بناءً على أمر كايقوباد، أُمر 140 أميرًا ببناء 140 برجًا حول قونية. [3]

استولى كيقباد الأول على قلعة كالون أوروس (ألانيا) من كير فريد، وأمر أمراءه ببناء مدينة في ذلك الموقع بأسوار وأبراج. وبعد تقديم نفس الطلب إلى الأمراء بشأن التحصينات المحيطة بسيواس، تآمر ثلاثة وعشرون لقتل كيقباد. تم اكتشاف المؤامرة وأعدم كيقباد الثلاثة والعشرين جميعًا.

## العصر الحديث
نُشر الكتاب في عام 1553 مع ترجمة ف. ن. أوزلوك إلى اللغة التركية في عام 1952.